# Břestovec západní
Břestovec západní (Celtis occidentalis) je strom řazený do čeledi konopovitých (Cannabaceae), dříve do čeledi jilmovitých (Ulmaceae). Pochází ze Severní Ameriky, v ČR se pěstuje jako okrasná dřevina.

## Popis
Středně vysoký strom s řídkou, rozsochatou korunou, dorůstající v průměru 20–25 m, kultivary pěstované v uličních stromořadích bývají nižší. Borka na kmeni je zprvu hladká, červenošedá až tmavošedá, později nepravidelně šupinatá až rozbrázděná, s korkovitými výrůstky.
Listy jsou střídavé, opadavé, řapíkaté; podlouhle vejčitá čepel je 6–12 cm dlouhá, asymetrická, výrazně zašpičatělá. Listy jsou u báze skoro celokrajné, směrem ke špičce zubaté, na rubu chlupaté, později olysávají a chlupy zůstávají jen na žilkách. Na podzim se barví zlatožlutě.
Oboupohlavné, zřídka i jednopohlavné nenápadné květy raší současně s listy a kvetou v dubnu až květnu. Plodem je 7–10 mm velká kulovitá peckovička se suchou dužinou, nejprve oranžově červená, později na stromě zasychá a tmavne.

## Rozšíření a využití
Pochází ze středovýchodu Severní Ameriky, zhruba od Quebeku na severu po Alabamu a Kansas na jihu. V ČR se pěstuje od 17. století jako odolná okrasná dřevina. Hlavním estetickým účinkem je podzimní barva listů a celkový habitus koruny, díky čemuž se uplatňuje jako efektní solitéra ve větších měřítcích.
Na stanoviště a výživu je nenáročný, snese sucho i vlhko, roste na prudkém slunci i v polostínu. Preferuje středně těžké nebo lehčí půdy bohaté na vápník. Dobře snáší městské i průmyslově znečištěné prostředí.

## Galerie

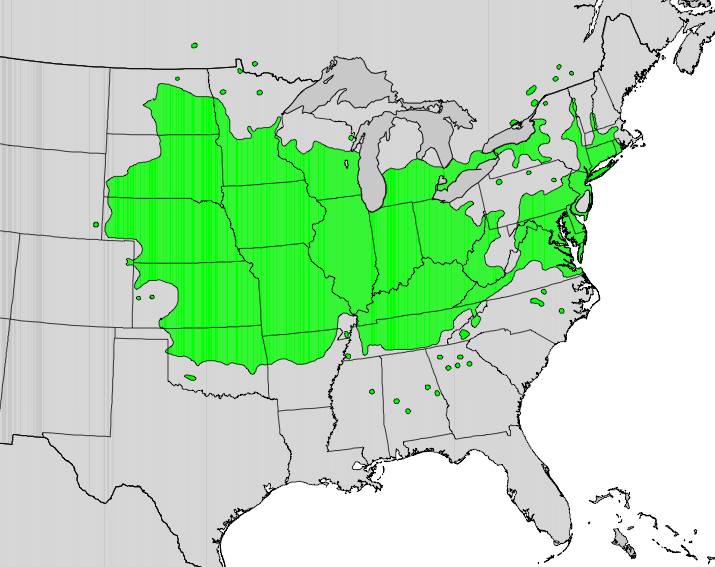
Areál původního rozšíření
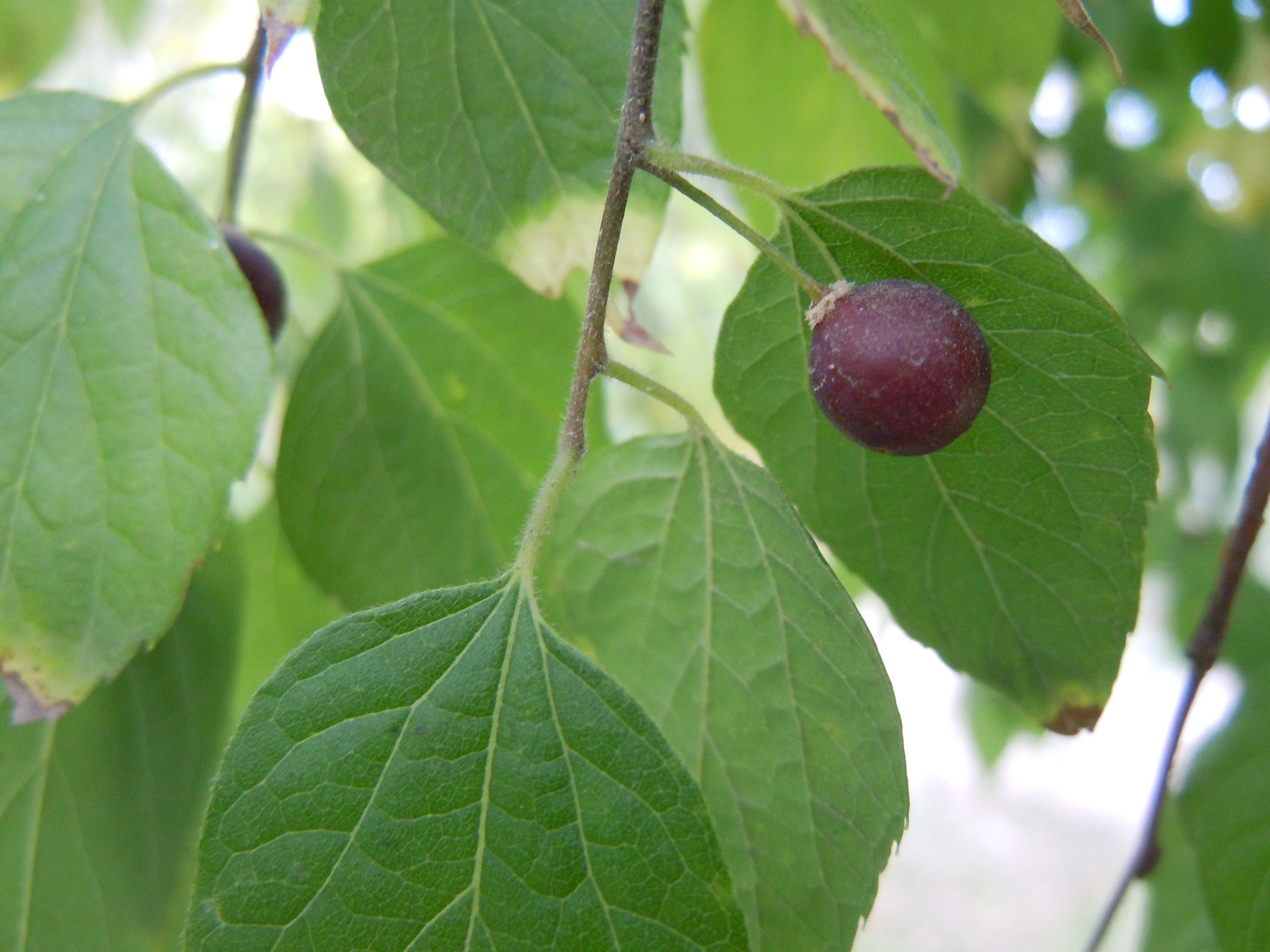
Plod
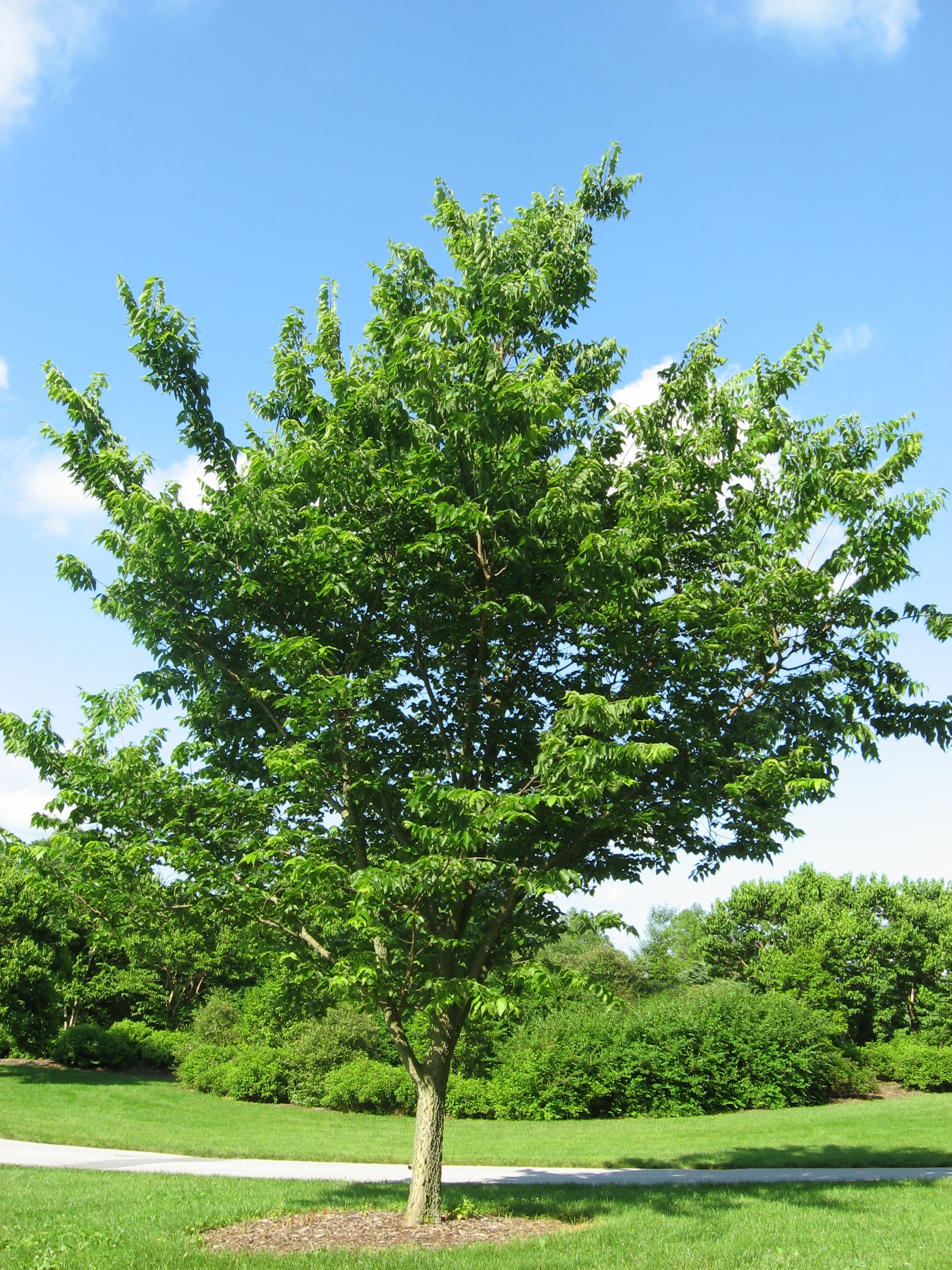
Habitus mladého stromu